# Ploesoma triacanthum
Ploesoma triacanthum är en hjuldjursart som först beskrevs av Bergendal 1892.  Ploesoma triacanthum ingår i släktet Ploesoma och familjen Synchaetidae. Arten är reproducerande i Sverige. Inga underarter finns listade i Catalogue of Life.